# Pics San Francisco
Pour les articles homonymes, voir San Francisco (homonymie).
Les pics San Francisco, en anglais San Francisco Peaks, sont une chaîne de montagnes américaine dans le comté de Coconino, en Arizona. Le pic Humphreys, leur point culminant, est aussi le plus haut sommet de l'État à 3 852 mètres d'altitude. Montagnes sacrées des Navajos, ils apparaissent sur le grand sceau de la nation navajo comme une série de pics jaunes.
À peu près 600 volcans composent le champ volcanique de San Francisco. Il n'y a pas eu d'éruption depuis plus de mille ans.
Pour les indigènes originaires de la région (Havasupai), les pics de San Francisco sont appelés Dookʼoʼoosłííd. La transformation de la zone en stations de ski rompt avec l'engagement auprès natifs de ne pas toucher à ces montagnes sacrées.

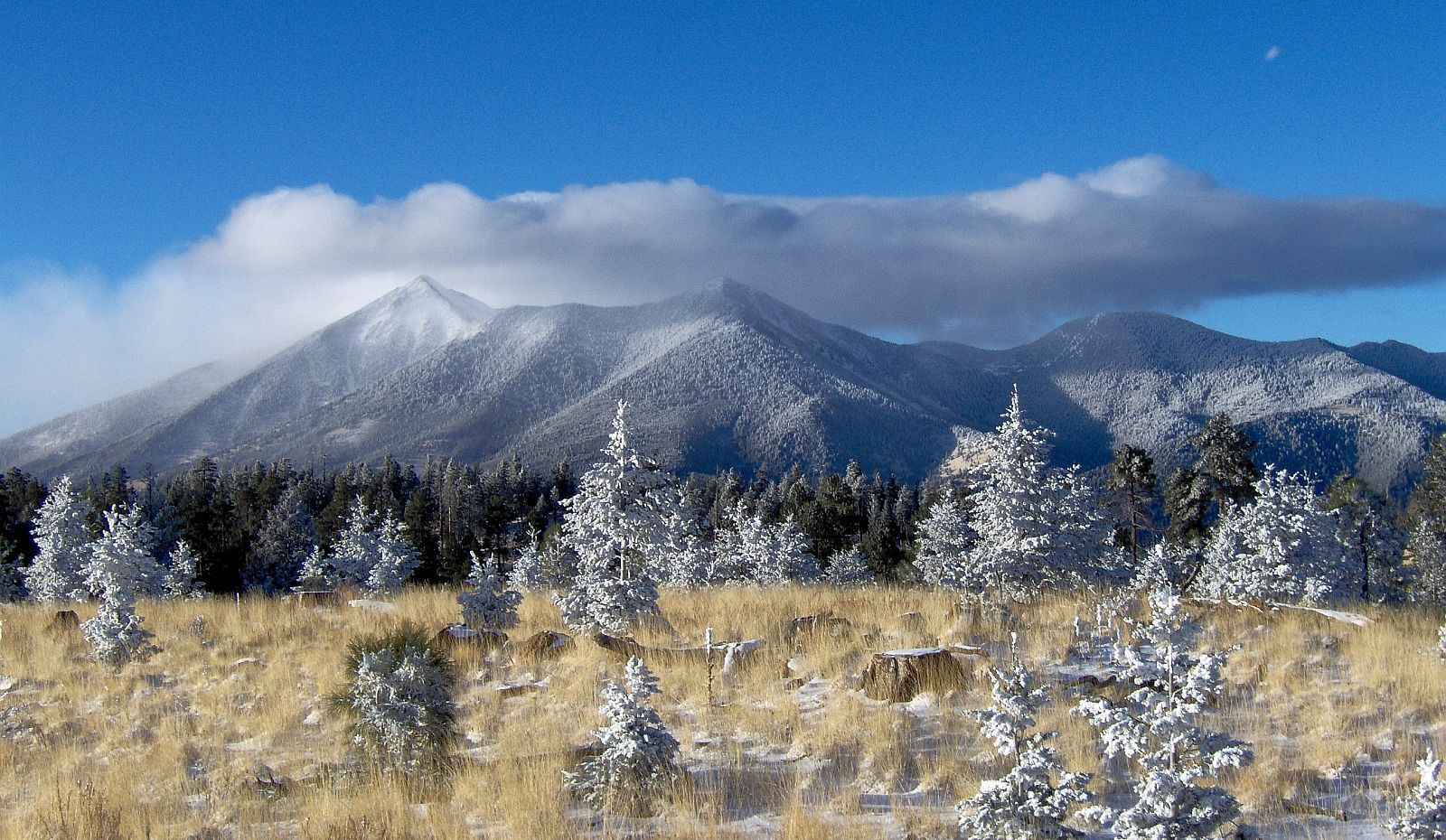
Vue des pics San Francisco depuis Elden Mountain en hiver.